# Estació de trens d'Ettelbruck
L'Estació de trens d'Ettelbruck (en luxemburguès: Gare Ettelbréck; en francès: Gare de Ettelbruck, en alemany: Bahnhof Ettelbrück) és una estació de tren que es troba a Ettelbruck, al nord-oest de Luxemburg. La companyia estatal propietària és Chemins de Fer Luxembourgeois.
L'estació està situada en el ramal ferroviari de la línia 10 CFL, que connecta la ciutat de Luxemburg amb el centre i nord del país. És una cruïlla, amb la línia principal que segueix més cap al nord, cap a Gouvy i Wiltz i un ramal de connexió a Diekirch.

## Servei
Ettelbruck rep els serveis ferroviaris pels trens de InterCity (IC), Regional Express (RE) i Regionalbahn (RB) amb relació a la línia 10 CFL entre Luxemburg i Diekirch o Troisvierges, o Gouvy i Liers.